# Château de la Rue (Ligneyrac)
Pour les articles homonymes, voir Château de la Rue.
Le château de la Rue est un château français implanté sur la commune de Ligneyrac dans le département de la Corrèze, en région Nouvelle-Aquitaine. Ses parties les plus anciennes remontent au XVIe siècle.
Il fait l'objet d'une protection au titre des monuments historiques.

## Localisation
Établi sur une hauteur, le château de la Rue se situe au sud du département de la Corrèze, sur la commune de Ligneyrac, au sud-est du village de Rosiers. Côté oriental, il domine d'une cinquantaine de mètres un vallon de la commune voisine de Saillac.
C'est une propriété privée.

## Histoire
Le château date des XVIe et XVIIe siècles. En 1801, un bâtiment lui a été adjoint vers le nord, à l'angle nord-est.
Il est inscrit au titre des monuments historiques le 30 mars 1965 pour ses façades et toitures.

## Architecture
Le logis rectangulaire est encadré par quatre échauguettes. Au nord-est, la façade nord est masquée partiellement par le bâtiment érigé en 1801.